# Даду (река)
Даду (фр. Dadou) је река у Француској. Дуга је 116 km. Улива се у Агу. 